# ویهارا
ویهارا در زبان‌های سانسکریت و پالی به معنی ساختمان مذهبی بودائیان است. معنای اصلی این واژه "پناهگاه" یا "اقامتگاه" بوده همانند پناهگاه‌هایی که در موسم بارانی توسط راهبان و مرتاضان دوره‌گرد استفاده می‌شده.
در زمان ساسانیان که بوداگرایی در ایران شرقی هم گسترش پیدا کرده بود در جایی در افغانستان امروزی صومعهٔ مهمی وجود داشت به نام نوا-ویهارا. به خاندان‌های مسئول هر ویهارا در سانسکریت اصطلاحاً پرموک (parmukh) گفته می‌شد. نام صومعه نوا-ویهارا در تلفظ فارسی به صورت نوبهار درآمد و خاندان ایرانی مسئول آن با نام برمکیان شناخته شدند.

## نگارخانه

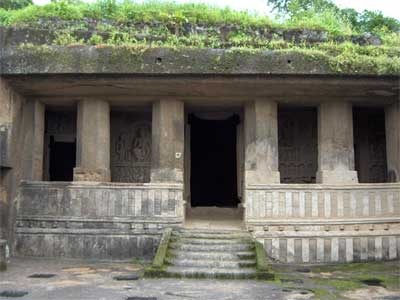
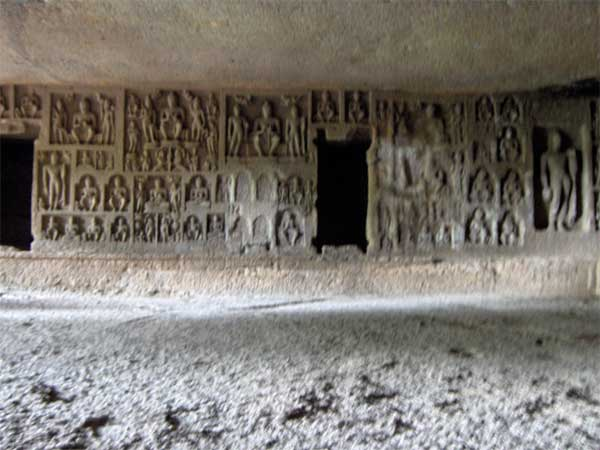
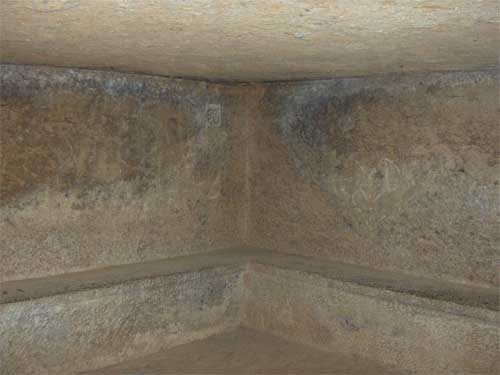